# BR24live
BR24live – niemiecka stacja radiowa należąca do Bayerischer Rundfunk (BR), bawarskiego publicznego nadawcy radiowo-telewizyjnego.
Została uruchomiona w 2007 roku i jest ściśle powiązana z jedną z głównych anten BR, informacyjną B5 aktuell.
Zasadniczym zadaniem BR24live jest transmisja posiedzeń parlamentu federalnego Niemiec oraz Landtagu Bawarii, a także innych wydarzeń politycznych i społecznych, które nie mieszczą się w ramówce głównej anteny. W czasie, gdy nie odbywają się żadne wydarzenia tego rodzaju, stacja transmituje program B5 aktuell.
BR24live dostępna jest w Bawarii w cyfrowym przekazie naziemnym, ponadto można jej słuchać w Internecie.